# NGC 2038
NGC 2038 (również ESO 56-SC158) – gromada otwarta, znajdująca się w gwiazdozbiorze Góry Stołowej, w Wielkim Obłoku Magellana. Odkrył ją John Herschel 24 listopada 1834 roku.